# Каашвіц
Каашвіц (нім. Caaschwitz) — громада в Німеччині, розташована в землі Тюрингія. Входить до складу району Грайц. Складова частина об'єднання громад =-Географі-==.
Площа — 4,18 км2. Населення становить 642 ос. (станом на 31 грудня 2021).